# Evangelikální asociace křesťanských nakladatelů
Evangelikální asociace křesťanských nakladatelů (z ang. Evangelical Christian Publishers Association (ECPA)) je mezinárodní nezisková organizace, tvořená 260 světovými společnostmi. Organizace byla založena v roce 1974 a od roku 1978 udílí v USA každoročně cenu Christian Book Awards (Cena křesťanské knihy) v kategoriích jako: referenční práce, fikce, teologie/doktrína a kniha pro děti a mládež. 